# Jorge Antonio Villaverde
Jorge Antonio Villaverde (Rafael Calzada, 27 de junio de 1944) es un abogado y político argentino del Partido Justicialista. Fue intendente del partido de Almirante Brown entre 1987 y 1995, senador nacional por la provincia de Buenos Aires entre 1995 y 2001, y diputado nacional por la misma provincia de 2001 a 2009.

## Biografía
Nacido en Rafael Calzada (Almirante Brown, provincia de Buenos Aires) en 1944, estudió abogacía. Fue profesor de derecho público provincial, en la Facultad de Derecho de la Universidad Nacional de Lomas de Zamora.
Se desempeñó como subsecretario de Gobierno de la Municipalidad del partido de Almirante Brown durante la intendencia de Félix Flores. En las elecciones provinciales de 1987, fue elegido intendente del partido, siendo reelegido en 1991. Presidió el Foro de Intendentes de la provincia de Buenos Aires.
Fue elector de presidente y vicepresidente en las elecciones de 1989, miembro del Consejo Consultivo del Banco de la Provincia de Buenos Aires y convencional constituyente en la reforma de la Constitución de la Provincia de 1994.
En 1995 asumió como senador nacional por la provincia de Buenos Aires, concluyendo su mandato en 2001. Fue presidente de la Comisión de Defensa Nacional y vocal de las comisiones de Presupuesto y Hacienda; de Economía; de Legislación General; de Asuntos Administrativos y Municipales; de Familia y Minoridad; de Deportes; de Acuerdos; y de Cultura. También integró el Parlamento Latinoamericano. Formó parte del bloque del Partido Justicialista (PJ), hasta 2001 cuando integró un bloque «disidente» del PJ junto al bonaerense Antonio Cafiero, el santacruceño Daniel Varizat y el entrerriano Héctor María Maya.
En las elecciones legislativas de 2001 fue elegido diputado nacional por la provincia de Buenos Aires, siendo reelegido en 2005, concluyendo su mandato en 2009. Durante su segundo período fue miembro del bloque Peronismo Federal. Fue presidente de la comisión de Defensa Nacional y miembro de las comisiones de Relaciones Exteriores; de Seguridad Interior; de Educación; y de Juicio Político.
En las elecciones de 2007 fue candidato a intendente de Almirante Brown por el PJ, siendo derrotado por el candidato del Frente para la Victoria Darío Giustozzi. En 2011 fue precandidato a senador provincial por la 3.ª Sección Electoral.
En el ámbito partidario, fue presidente del Partido Justicialista de Almirante Brown desde 1988, siendo reelegido en varias ocasiones, secretario de Organización y congresal del PJ de la provincia de Buenos Aires y congresal nacional.